# Мікель Барбер
Мікель «Мікі» Ронісс Барбер (англ. Mikele "Miki" Ronisse Barber; нар. 4 жовтня 1980) — американська легкоатлетка, яка спеціалізувалася на спринті.
Сестра-близнючка — Меліса — дворазова чемпіонка світу з естафетного бігу 4×400 метрів (2003, 2005).

## Спортивні досягнення
Чемпіонка світу з естафетного бігу 4×100 метрів (2007). Фіналістка (4-е місце) чемпіонату світу з естафетного бігу 4×400 метрів (2001, виступала в попередньому забігу).
Бронзова призерка чемпіонату світу серед юніорів з естафетного бігу 4×400 метрів (1998). Фіналістка (8-е місце) чемпіонату світу серед юніорів з бігу на 400 метрів (1998).
Чемпіонка Панамериканських ігор з бігу на 100 метрів (2007). Срібна призерка Панамериканських ігор з естафетного бігу 4×100 метрів (2007).
Дворазова чемпіонка Універсіади з естафетного бігу 4×400 метрів (1999, 2001). Срібна (1999) та бронзова (2001) призерка Універсіад з бігу на 400 метрів. 
Бронзова призерка чемпіонату США з бігу на 100 метрів (2011).
Віцечемпіонка США в приміщенні з бігу на 60 метрів (2010).